# Triumph Street Triple
La Triumph Street Triple è una motocicletta naked o streetfighter prodotta da Triumph Motorcycles,  dalla fine del 2007. La moto è stata progettata sulla base Speed Triple 1050 ma a differenza di questa utilizza un motore da 675 cm³ con tre cilindri in linea, riconfigurazione del motore della Triumph Daytona 675 (moto sportiva), prodotta dal 2006.

## Storia

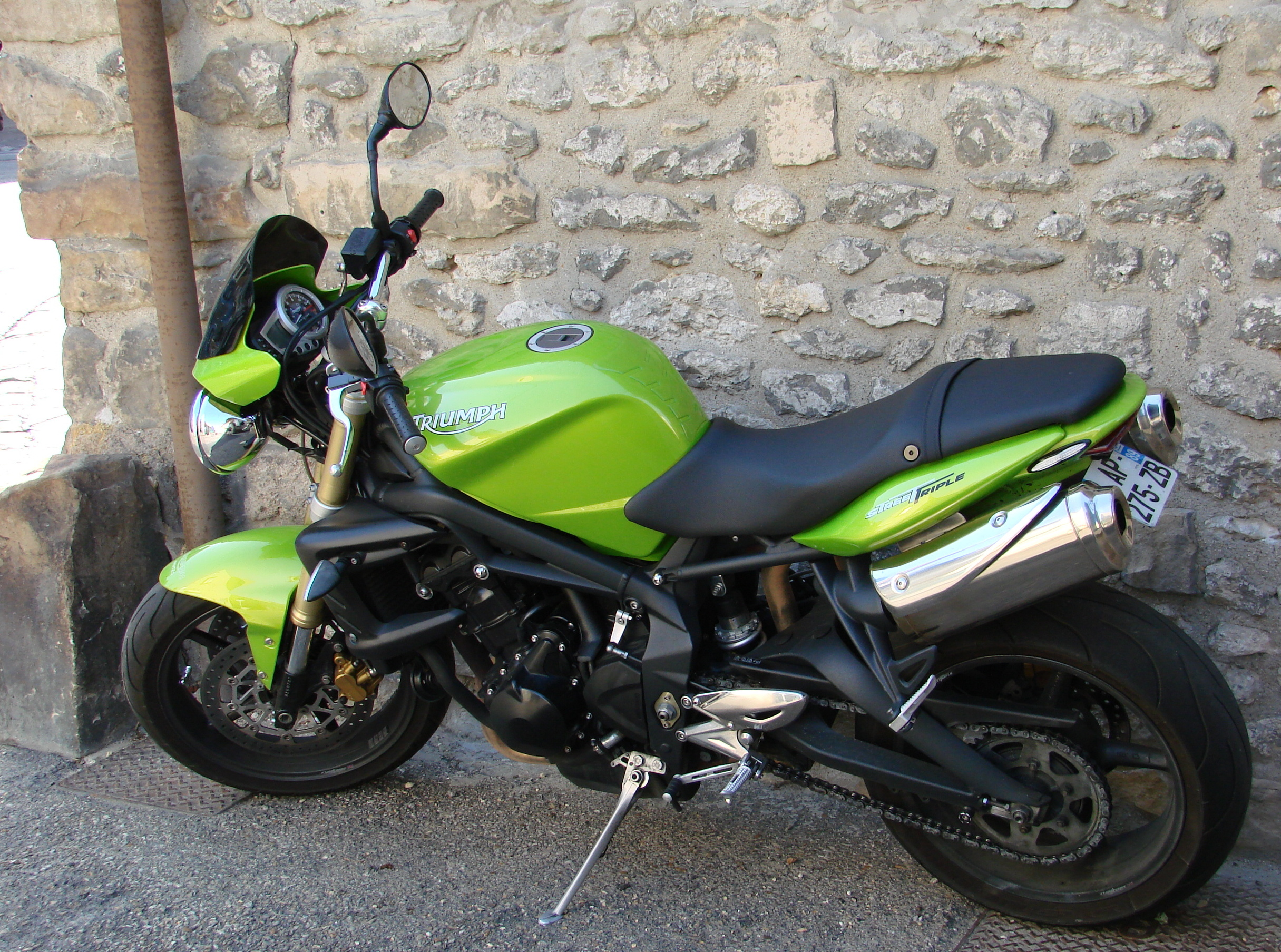
Street Triple di prima generazione

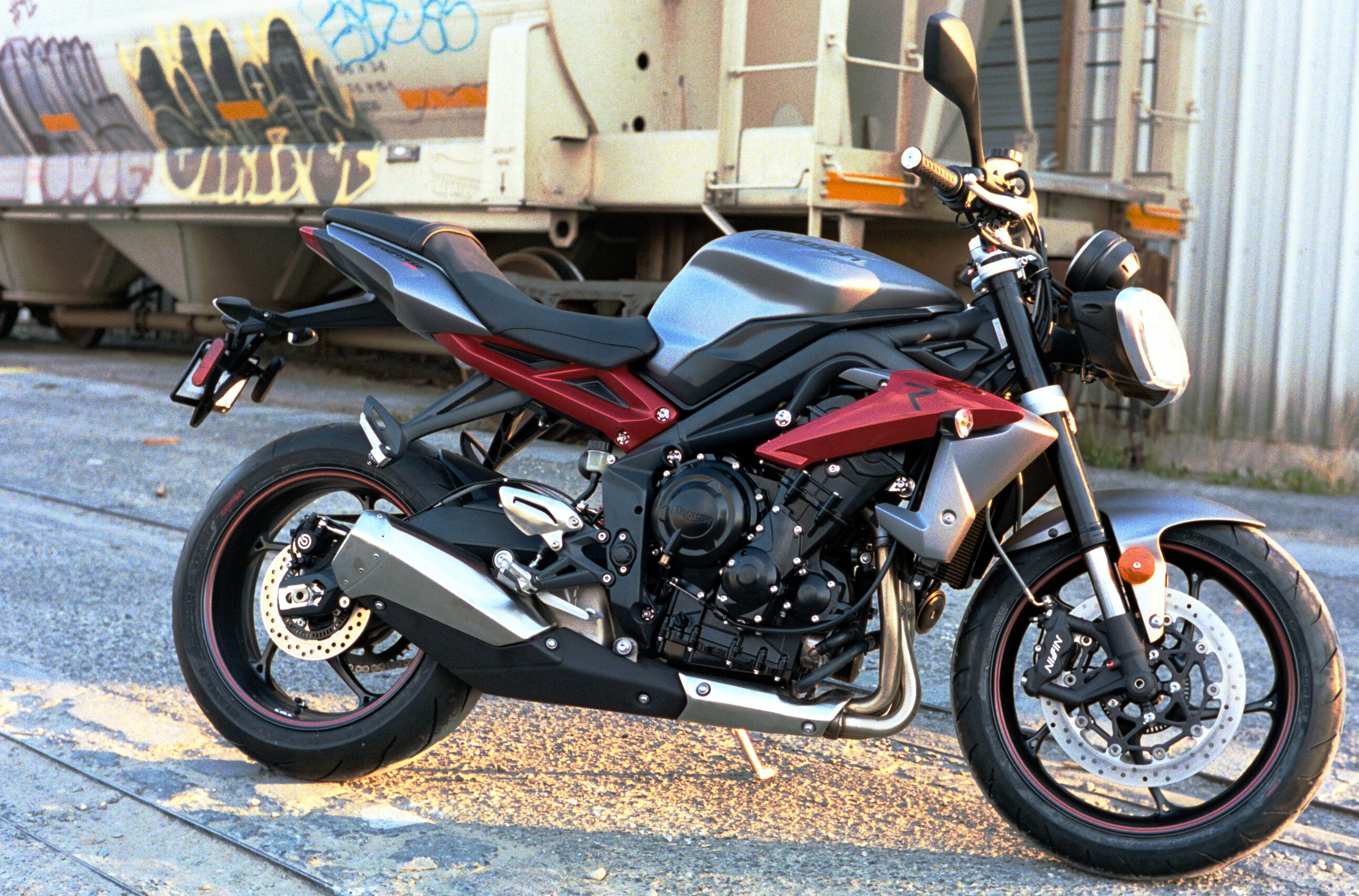
2014 Street Triple R con fari inclinati e scarico basso

Nel 2007, una serie di foto spia e disegni congetturali sono stati riportati dalle riviste di motociclismo , una rivista aveva immortalato un prototipo finito della Street Triple ad un test su strada. Articoli successivi riferirono a proposito di modifiche di design apportate sulla nuova moto. Una relazione sulla presentazione della moto finì ai concessionari e fu pubblicata il 6 marzo 2007 insieme a un video spia di un giro di prova.
La Street Triple R condivide lo stesso motore e lo stesso telaio del modello standard, ma ha sospensioni completamente regolabili sia davanti che dietro le stesse che usa la Daytona. Le sospensioni posteriori rivisitate risultano a un'altezza del sedile leggermente superiore rispetto al modello standard e hanno un angolo di incidenza più acuto. Altre differenze di componentistica minori rispetto alla versione standard sono il manubrio, i freni e le combinazioni diverse di colori come arancione opaco e grigio opaco. 
Nel 2010, Triumph lanciò i modelli Tiger 800 e Tiger 800 XC, che utilizzano una versione con una corsa maggiore del motore Street Triple.
I fari circolari della Street Triple sono stati modificati con una forma angolare per il modello del 2012. Nel 2013, Triumph ha rinnovato il telaio, rendendo la moto più leggera e maneggevole. Il motore è rimasto invariato mentre il rapporto della prima marcia venne considerevolmente spostato più in alto prendendo i rapporti del cambio dalla Daytona 675. La massa totale fu ridotta di 6 kg. Un nuovo scarico venne montato sotto il motore sostituendo il doppio scarico sotto sella della versione precedente, spostando il centro di massa più avanti e più in basso. Nel febbraio 2015 Triumph ha rilasciato una nuova versione la Street Triple Rx, con la sella angolare della Daytona 675, il cambio rapido e nuovi e diversi colori (in questa versione i cerchi sono rossi quale che sia la combinazione di colore).
Triumph ha aggiornato la Street Triple nel gennaio 2017, ha annunciato che avrebbe sostituito il motore da 675 cm³ con una nuova gamma da 765 cm³. Pur avendo aumentato la capacità di 90 cm³, i nuovi modelli pesano leggermente meno del modello uscito di produzione, e i carter del motore restano altrettanto compatti. I tre modelli della gamma sono la S modello base, la R intermedia e la RS con le prestazioni più elevate. Oltre ad avere diversi livelli di equipaggiamento, come freni, sospensioni e cambio rapido, i tre modelli hanno potenze diverse: 113 hp (84 kW) per la S, 118 hp (88 kW) per la R e 123 hp (92 kW) per RS. Per la patente A2 del Regno Unito, viene venduta una 660 cm³ anche nella versione R.

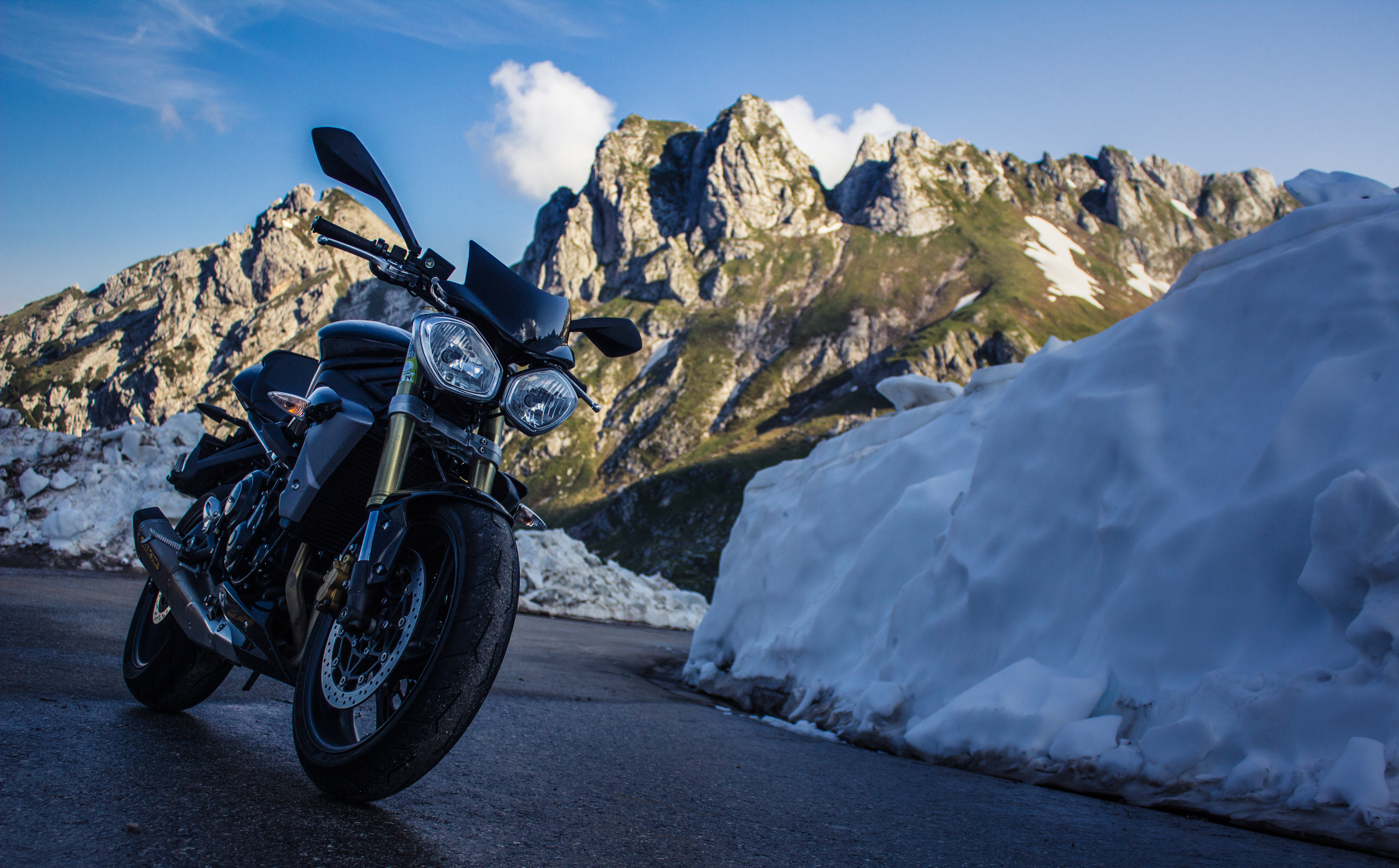
2014 Street Tiple, fari allungati

Per il 2020, sulla versione RS, la più orientata alla pista, sono state apportate lievi modifiche estetiche agli specchi, al faro (con una forma meno spigolata) all'aspirazione e al sistema di scarico senza ridurre la potenza erogata. Inoltre è stata aggiunta la versione con sella ribassata e sospensioni modificate.

## Uso nelle competizioni
Dal 2019 le motociclette della classe Moto2 del motomondiale sono alimentate dal motore 765 cm³ della Street Triple, sostituendo il motore precedentemente basato sulla Honda CBR 600RR usato dal 2010 al 2018.

## Specifiche tecniche
| Anno                                      | 2007–2012 Street Triple                                                             | 2009–2012 Street Triple R                                               | 2013–2016 Street Triple                                                 | 2013–2016 Street Triple R                                               | 2017– Street Triple S                                                  | 2017– Street Triple R                                                  | 2017– Street Triple RS                                                 |
| ----------------------------------------- | ----------------------------------------------------------------------------------- | ----------------------------------------------------------------------- | ----------------------------------------------------------------------- | ----------------------------------------------------------------------- | ---------------------------------------------------------------------- | ---------------------------------------------------------------------- | ---------------------------------------------------------------------- |
| Motore                                    | 674,8 cc (41,18 cu in) transverse inline-3, DOHC, 4V/cyl, liquid cooled             | 674,8 cc (41,18 cu in) transverse inline-3, DOHC, 4V/cyl, liquid cooled | 674,8 cc (41,18 cu in) transverse inline-3, DOHC, 4V/cyl, liquid cooled | 674,8 cc (41,18 cu in) transverse inline-3, DOHC, 4V/cyl, liquid cooled | 765 cm³ (46.68 cu in) transverse inline-3, DOHC, 4V/cyl, liquid cooled | 765 cm³ (46.68 cu in) transverse inline-3, DOHC, 4V/cyl, liquid cooled | 765 cm³ (46.68 cu in) transverse inline-3, DOHC, 4V/cyl, liquid cooled |
| Alesaggio e Corsa                         | 74 mm × 52,3 mm (2,91 in × 2,06 in)                                                 | 74 mm × 52,3 mm (2,91 in × 2,06 in)                                     | 74 mm × 52,3 mm (2,91 in × 2,06 in)                                     | 74 mm × 52,3 mm (2,91 in × 2,06 in)                                     | 77.994 x 53.38 mm ( 3.14 in x 2.10 in)                                 | 77.994 x 53.38 mm ( 3.14 in x 2.10 in)                                 | 77.994 x 53.38 mm ( 3.14 in x 2.10 in)                                 |
| Tipo Alimentazione                        | Keihin EFI                                                                          | Keihin EFI                                                              | Multipoint sequential EFI SAI                                           | Multipoint sequential EFI SAI                                           | Electronic Fuel Injection                                              | Electronic Fuel Injection                                              | Electronic Fuel Injection                                              |
| Rapporto di compressione                  | 12.65:1                                                                             | 12.65:1                                                                 | 12.65:1                                                                 | 12.65:1                                                                 | 12.66:1                                                                | 12.66:1                                                                | 12.66:1                                                                |
| Giri motore e pontenza in Kw (dichiarata) | 106 hp (79 kW) @ 11,750 rpm                                                         | 106 hp (79 kW) @ 11,750 rpm                                             | 106 hp (79 kW) @ 11,750 rpm                                             | 106 hp (79 kW) @ 11,750 rpm                                             | 83,1 kW (111,4 hp) @ 11,250 rpm                                        | 86,8 kW (116,4 hp) @ 12,000 rpm                                        | 90,4 kW (121,2 hp) @ 11,700 rpm                                        |
| Coppia motore (dichiarata)                | 68 N⋅m (50 ft⋅lbf) @ 9,100 rpm                                                      | 68 N⋅m (50 ft⋅lbf) @ 9,100 rpm                                          | 68 N⋅m (50 ft⋅lbf) @ 9,100 rpm                                          | 68 N⋅m (50 ft⋅lbf) @ 9,100 rpm                                          | 73 N⋅m (54 ft⋅lbf) @ 9,100 rpm                                         | 77 N⋅m (57 ft⋅lbf) @ 9,400 rpm                                         | 77 N⋅m (57 ft⋅lbf) @ 10,800 rpm                                        |
| Potenza ruota posteriore                  | 91,3 hp (68,1 kW) @ 11,750 rpm                                                      |                                                                         |                                                                         |                                                                         |                                                                        |                                                                        | 94,16 kW (126,27 hp) @ 11,750 rpm                                      |
| Coppia ruota posteriore                   | 44,4 ft⋅lb (60,2 N⋅m) @ 8250 rpm                                                    |                                                                         |                                                                         |                                                                         |                                                                        |                                                                        | 80 N⋅m (59 ft⋅lbf) @ 9,500 rpm                                         |
| Frizione                                  | Multi-plate wet clutch, 6-speed                                                     | Multi-plate wet clutch, 6-speed                                         | Multi-plate wet clutch, 6-speed                                         | Multi-plate wet clutch, 6-speed                                         | Multi-plate wet clutch, 6-speed                                        | Multi-plate wet clutch, 6-speed                                        | Multi-plate wet clutch, 6-speed                                        |
| Trasmissione finale                       | O-ring chain                                                                        | O-ring chain                                                            | O-ring chain                                                            | O-ring chain                                                            | XW-ring, 118 link                                                      | XW-ring, 118 link                                                      | XW-ring, 118 link                                                      |
| Telaio                                    | Aluminium beam twin-spar                                                            | Aluminium beam twin-spar                                                | Aluminium beam twin-spar                                                | Aluminium beam twin-spar                                                | Front - Aluminium beam twin spar Rear - 2 piece high pressure die cast | Front - Aluminium beam twin spar Rear - 2 piece high pressure die cast | Front - Aluminium beam twin spar Rear - 2 piece high pressure die cast |
| Sospensioni anteriori                     | Kayaba (KYB) 41 mm telescopic fork                                                  | Kayaba (KYB) 41 mm telescopic fork                                      | Kayaba (KYB) 41 mm telescopic fork                                      | Kayaba (KYB) 41 mm telescopic fork                                      | Showa 41mm upside down separate function forks (SFF)                   | Showa 41mm upside down separate function big piston forks (SF-BPF)     | Showa 41mm upside down big piston forks (BPF)                          |
| Regolazione sospensione anteriore         | None                                                                                | Preload, compression and rebound                                        | None                                                                    | Preload, compression and rebound                                        | Preload                                                                | Preload, compression and rebound                                       | Preload, compression and rebound                                       |
| Escursione Forcella anteriore             | 120 mm (4,7 in)                                                                     | 120 mm (4,7 in)                                                         | 120 mm (4,7 in)                                                         | 115 mm (4,5 in)                                                         | 110 mm (4.33 in)                                                       | 115mm (4.5 in)                                                         | 115mm (4.5 in)                                                         |
| Sospensione posteriore                    | Kayaba monoshock                                                                    | Kayaba monoshock                                                        |                                                                         |                                                                         | Showa piggyback reservoir monoshock                                    | Showa piggyback reservoir monoshock                                    | Öhlins STX40 piggyback reservoir monoshock                             |
| Regolazione Sospensione posteriore        | Preload                                                                             | Preload                                                                 | Preload                                                                 | Preload, compression, and rebound                                       | Preload                                                                | Preload, compression, and rebound                                      | Preload, compression, and rebound                                      |
| Forcella Posteriore                       | 126 mm (5,0 in)                                                                     | 130 mm (5,1 in)                                                         | 126 mm (5,0 in)                                                         | 135 mm (5,3 in)                                                         | 124 mm (4.88 in)                                                       | 134 mm (5.27 in)                                                       | 131 mm (5.15 in)                                                       |
| Freno anteriore                           | Dual 308 mm discs                                                                   | Dual Nissin 308 mm discs                                                | Dual Nissin 310 mm discs, ABS                                           | Dual Nissin 310 mm discs, ABS                                           | Dual 310 mm Nissin 2-piston, ABS                                       | Dual 310 mm Brembo M4.32 4-piston radial monobloc, ABS (switchable)    | Dual 310 mm Brembo M50 4-piston radial monobloc, ABS (switchable)      |
| Freno posteriore                          | 220 mm disc                                                                         | Nissin 220 disc                                                         | Brembo 220 mm disc, ABS                                                 | Brembo 220 mm disc, ABS                                                 | Single 220 mm Brembo fixed disc, ABS                                   | Single 220 mm Brembo fixed disc, ABS (switchable)                      | Single 220 mm Brembo fixed disc, ABS (switchable)                      |
| Cerchi                                    | Front: 3.5x17in Rear: 5.5x17in                                                      | Front: 3.5x17in Rear: 5.5x17in                                          | Front: 3.5x17in Rear: 5.5x17in                                          | Front: 3.5x17in Rear: 5.5x17in                                          | Front: 3.5x17in Rear: 5.5x17in                                         | Front: 3.5x17in Rear: 5.5x17in                                         | Front: 3.5x17in Rear: 5.5x17in                                         |
| Pneumatici                                | Front: 120/70 ZR 17 Rear: 180/55 ZR 17                                              | Front: 120/70 ZR 17 Rear: 180/55 ZR 17                                  | Front: 120/70 ZR 17 Rear: 180/55 ZR 17                                  | Front: 120/70 ZR 17 Rear: 180/55 ZR 17                                  | Front: 120/70 ZR 17 Rear: 180/55 ZR 17                                 | Front: 120/70 ZR 17 Rear: 180/55 ZR 17                                 | Front: 120/70 ZR 17 Rear: 180/55 ZR 17                                 |
| Capacità serbatoio                        | 17,4 l (3,8 imp gal; 4,6 US gal)                                                    | 17,4 l (3,8 imp gal; 4,6 US gal)                                        | 17,4 l (3,8 imp gal; 4,6 US gal)                                        | 17,4 l (3,8 imp gal; 4,6 US gal)                                        | 17,4 l (3,8 imp gal; 4,6 US gal)                                       | 17,4 l (3,8 imp gal; 4,6 US gal)                                       | 17,4 l (3,8 imp gal; 4,6 US gal)                                       |
| Altezza(w/o spechietti)                   | 1 060 mm (42 in)                                                                    | 1 110 mm (44 in)                                                        | 1 060 mm (42 in)                                                        | 1 110 mm (44 in)                                                        |                                                                        |                                                                        | 1 085 mm (42,7 in)                                                     |
| Peso a secco                              |                                                                                     |                                                                         |                                                                         |                                                                         |                                                                        |                                                                        | 166 kg (366 lb)                                                        |
| Peso                                      | 182 kg (401 lb)                                                                     |                                                                         |                                                                         |                                                                         |                                                                        |                                                                        |                                                                        |
| Larghezza                                 | 735 mm (28,9 in)                                                                    | 2009–2010: 735 mm (28,9 in) 2011–2012: 755 mm (29,7 in)                 | 735 mm (28,9 in)                                                        | 740 mm (29 in)                                                          |                                                                        |                                                                        |                                                                        |
| Lunghezza                                 | 2 000 mm (79 in)                                                                    | 2 030 mm (80 in)                                                        | 2 000 mm (79 in)                                                        | 2 055 mm (80,9 in)                                                      |                                                                        |                                                                        |                                                                        |
| Passo                                     | 2007–2009: 1 394,5 mm (54,90 in) 2010: 1 390 mm (55 in) 2011–2012: 1 410 mm (56 in) | 2009–2010: 1 394,5 mm (54,90 in) 2011–2012: 1 410 mm (56 in)            | 1 410 mm (56 in)                                                        | 1 410 mm (56 in)                                                        |                                                                        |                                                                        | 1 410 mm (56 in)                                                       |
| Rake, trail                               | 24.3, 95,3 mm (3,75 in)                                                             | 23.9, 92,4 mm (3,64 in)                                                 | 24.1, 99,6 mm (3,92 in)                                                 | 23.4, 95 mm (3,7 in)                                                    | 24.7, 104.2 mm (4.10 in)                                               | 23.8, 99 mm (3.89 in)                                                  | 23.9, 100.8 mm (3.96 in)                                               |